# Apeira viridescens
Apeira viridescens är en fjärilsart som beskrevs av W. Warren 1894. Apeira viridescens ingår i släktet Apeira och familjen mätare. Inga underarter finns listade i Catalogue of Life.